# ヴルフグラナーテ・パトローネ326
ヴルフグラナーテ・パトローネ326とは、第二次世界大戦中にドイツによって開発され、ドイツ国防軍で使われた小型の擲弾である。意味は直訳すれば擲弾弾薬326。ヴルフグラナーテ・パトローネ326はロイヒトピストーレ、つまり信号拳銃から撃ちだすよう設計されていた。

## 設計
ヴルフグラナーテ・ピストーレ326はロイヒトピストーレ34、ロイヒトピストーレ42、シュトゥルムピストーレから撃ち出せる。接近戦では、歩兵や砲兵の持つ火器で友軍に危険を与えることなく満足に戦う事ができなかったが、これはドイツ兵に接近戦で敵と戦える小型軽量の擲弾発射器を与えることとなった。本弾は200mを越える距離では弾道が不正確になり、また50mよりも近くでは擲弾破片の危険性から使用が推奨されなかった。
ヴルフグラナーテ・パトローネ326は丸みを帯びた金属製の弾頭キャップ部に撃針が付いている。撃針の後部には円筒形で金属製の、炸薬と雷管を収容する内部ケースが置かれる。撃針と内部ケースの間には支持バネがあり、撃針はこの内部に封入されている。弾体の中の内部ケースには雷管、TNTの炸薬、そして安全ロッドが収容された。擲弾の基部は弾道を安定させるための4枚のフィンが付いている。また擲弾の尾部は、真鍮もしくはアルミニウム製の薬莢に推進剤と共に固定された。薬莢は射撃前に内部ケースが前へと動くのを防止しているが、これはケース後部の2個の金属球で適正位置に保持されている安全ロッドと、前端の撃針を取り巻く支持スプリングによる。擲弾が発射された際には薬莢から押し出され、およそ9mから11mほどで安全ロッドが外れ落ち、擲弾が作動可能となる。目標に直撃すると慣性で支持バネを圧縮しつつ内部ケースが前へと滑動し、撃針が雷管を突いてTNTを炸裂させる。
『Tactical And Technical Trends, Nos. 21-30.  United States War Department』の取り扱い説明では、鹵獲した装備品を使う際には以下の注意点を観察することとした。
- いちど外れた弾体を薬莢につめて射撃してはならない。
- 弾体は決して薬莢から外してはならない。これにより擲弾を作動準備させる安全ロッドが脱落するだろう。わずかな衝突でも起爆の可能性がある。
- 弾薬が銃身内で詰まった際には絶対に薬室から引き抜こうとしてはならない。かわりに銃口から優しく弾薬を押して銃身から出し、薬室から取る[2]。

## 画像

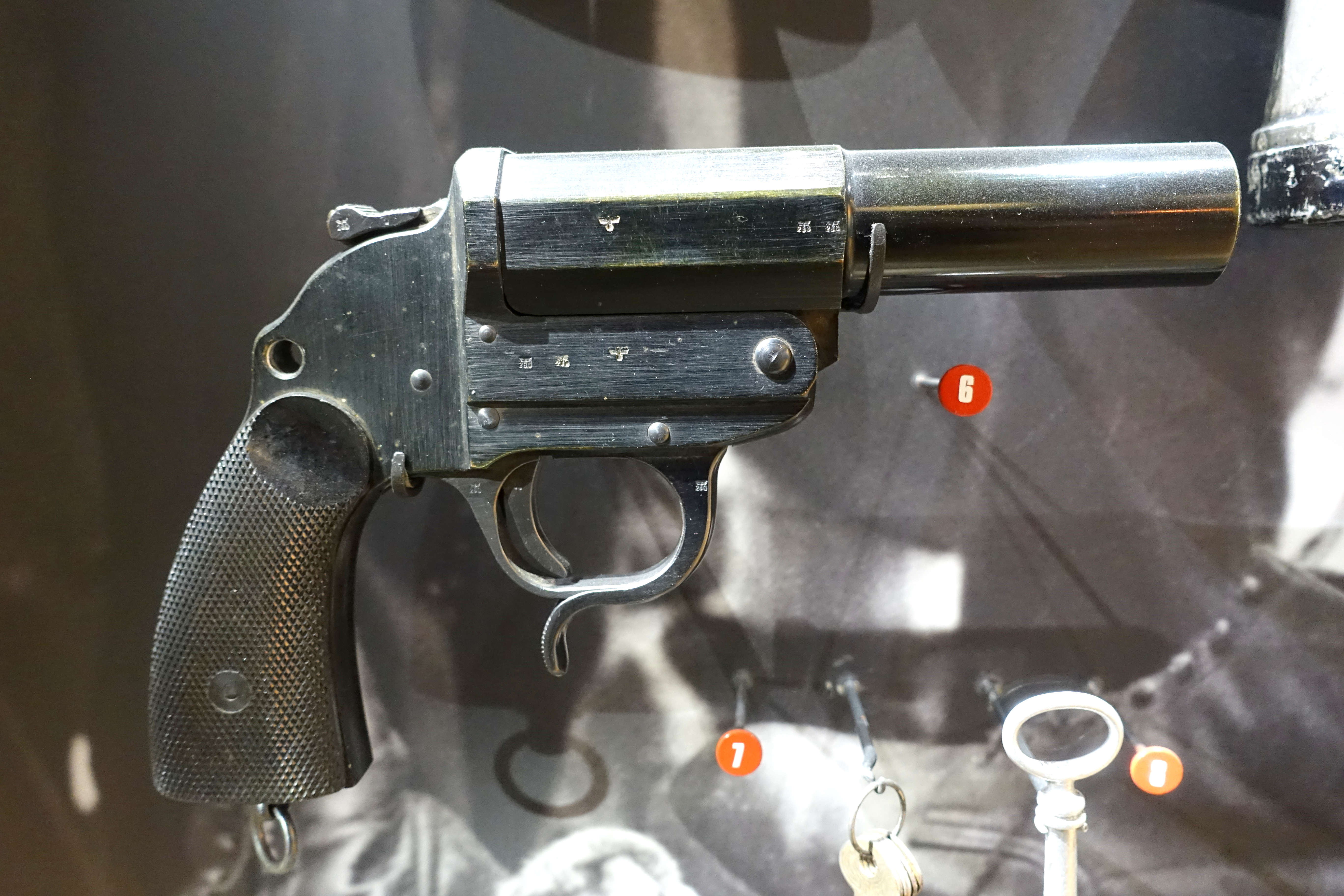
ロイヒトピストーレ34。
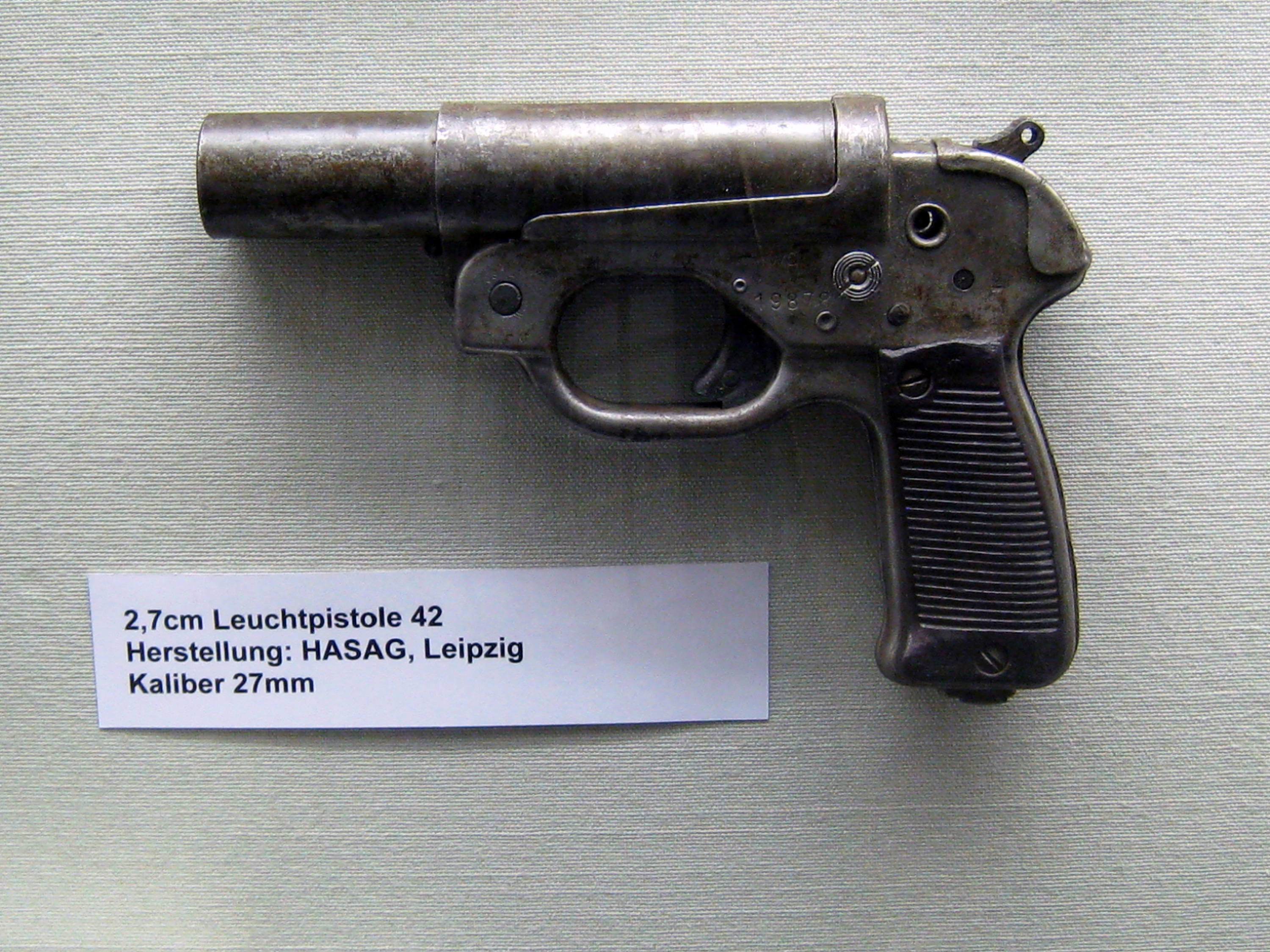
ロイヒトピストーレ42。
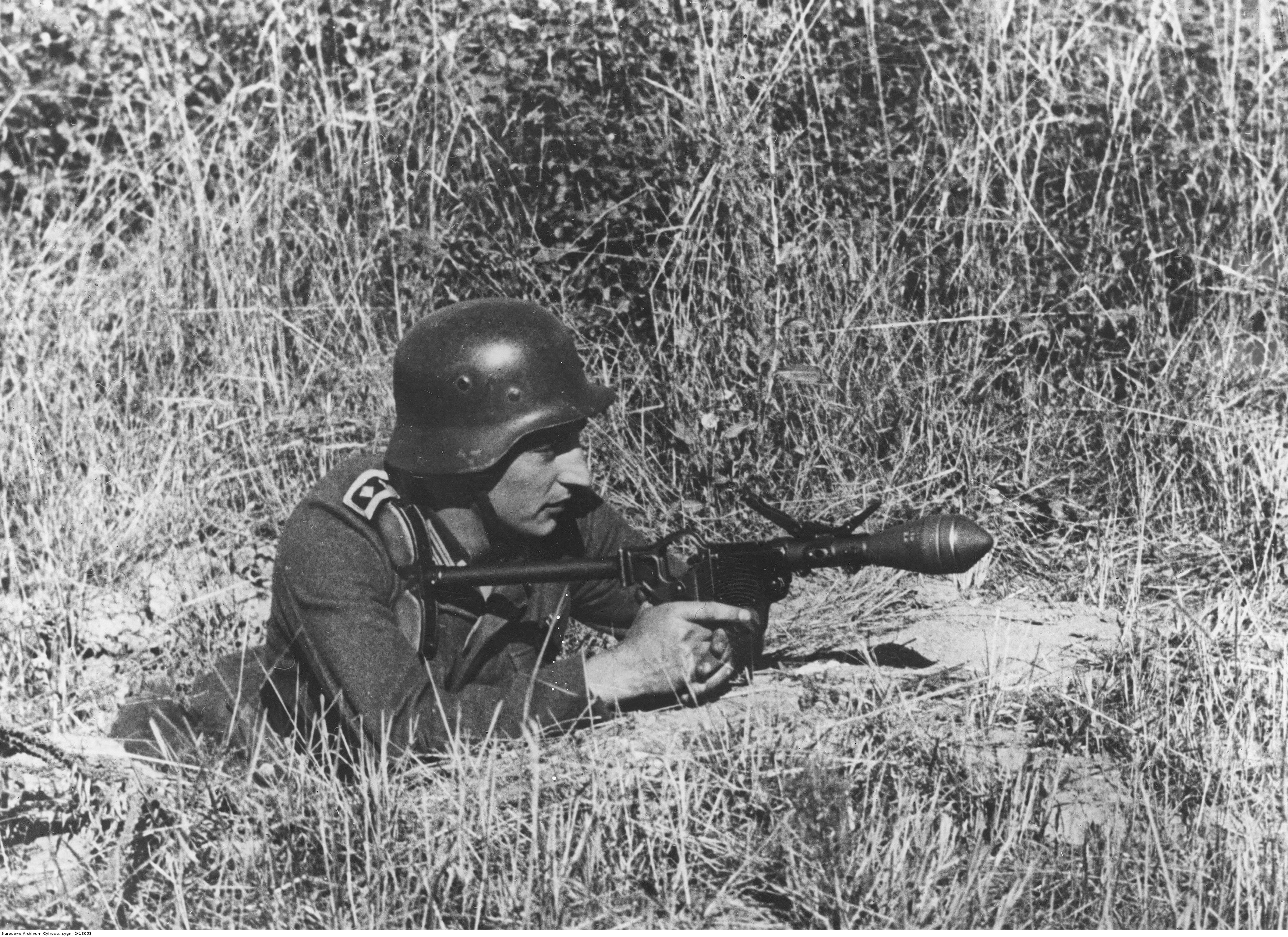
シュトゥルムピストーレにHEAT擲弾を装填した画像。